# Paulos Tzadua
Paulos Tzadua (Amhaars: ጳውሎስ ጻድዋ, P̣awlos Ṣadwa) (Addifini, 25 augustus 1921 - Rome, 11 december 2003) was een geestelijke van de Ethiopisch-katholieke Kerk en een kardinaal van de Rooms-Katholieke Kerk.
Op 12 maart 1944 werd Tzadua tot priester gewijd. Op 1 maart 1973 werd hij benoemd tot hulpbisschop van Addis Abeba en titulair bisschop van Abila in Palaestina. Zijn bisschopswijding vond plaats op 20 mei 1973.
Tzadua was van 1976 tot 1999 voorzitter van de bisschoppenconferentie van Ethiopië en Eritrea.
Op 24 februari 1977 werd Tzadua benoemd tot aartsbisschop-metropoliet van Addis Abeba als opvolger van Asrate Mariam Yemmeru die met emeritaat was gegaan.
Tijdens het consistorie van 25 mei 1985 werd Tzadua door paus Johannes Paulus II kardinaal gecreëerd, met de rang van kardinaal-priester. Zijn titelkerk werd de Santissimo Nome di Maria in Via Latina; hij was de eerste kardinaal die deze kerk als titelkerk toegewezen kreeg.
Van 1994 tot 1998 was Tzadua voorzitter van de Raad van de Ethiopische Kerk.
Tzadua ging op 11 september 1998 met emeritaat. Hij werd opgevolgd door Berhaneyesus Souraphiel.
- International Standard Name Identifier: 0000 0001 1730 6725
- Library of Congress Control Number: no2004074928
- Nationale Bibliotheek van Israël: 987007449016205171
- Système universitaire de documentation: 110936604
- Virtual International Authority File: 63724389